# Persea fastigiata
Persea fastigiata là loài thực vật có hoa trong họ Nguyệt quế. Loài này được L.E.Kopp miêu tả khoa học đầu tiên năm 1964.